# Canton de La Petite-Pierre
Le canton de la Petite-Pierre est une ancienne division administrative française, qui était située dans le département du Bas-Rhin, en région Alsace.
Depuis le 1er janvier 2015, toutes les communes de ce canton font partie du nouveau canton d'Ingwiller.

## Composition
Le canton de la Petite-Pierre groupait 20 communes dont la population en 1999 était :
- Erckartswiller : 212 habitants
- Eschbourg : 499 habitants
- Frohmuhl : 208 habitants
- Hinsbourg : 106 habitants
- Lichtenberg : 510 habitants
- Lohr : 522 habitants
- Petersbach : 694 habitants
- La Petite-Pierre (chef-lieu) : 612 habitants
- Pfalzweyer : 309 habitants
- Puberg : 346 habitants
- Reipertswiller : 933 habitants
- Rosteig : 566 habitants
- Schœnbourg : 414 habitants
- Sparsbach : 191 habitants
- Struth : 221 habitants
- Tieffenbach : 335 habitants
- Weiterswiller : 543 habitants
- Wimmenau : 1 050 habitants
- Wingen-sur-Moder : 1 484 habitants
- Zittersheim : 205 habitants

## Histoire
- De 1833 à 1848, les cantons de Drulingen et de La Petite-Pierre avaient le même conseiller général. Le nombre de conseillers généraux était limité à 30 par département.

## Représentation

### Conseillers généraux de 1833 à 2015
| Période           | Identité                                                         | Parti                                                 | Qualité |
| ----------------- | ---------------------------------------------------------------- | ----------------------------------------------------- | --- |
| 1833-1845         | Chrétien Teutsch (1788-1857)                                     |                                                       | Propriétaire de la verrerie de Hochberg Maire de Wingen-sur-Moder |
| 1845-1848         | Henri Schmidt                                                    |                                                       | Propriétaire, maire de Drulingen |
| 1848-1852         | Baron François Charles Louis Annibal Jean-Bernard de Reissenbach |                                                       | Ancien officier, maire de Neuwiller-lès-Saverne |
| 1852-1869         | Hippolyte Auguste Cros                                           |                                                       | Avocat à Saverne |
| 1869-1871         | Édouard Teutsch                                                  | Libéral                                               | Directeur de verrerie à Wingen-sur-Moder Député (1871, révoqué) Nommé Trésorier-payeur général |
| 1871-1919         | occupation allemande                                             |                                                       | |
| 1919-1922         | Édouard Meyer (1874-1944)                                        | Républicain                                           | Notaire à La Petite-Pierre puis à Strasbourg, Président des notaires du Bas-Rhin |
| 1922-1928         | Philippe Krieger (1884-?)                                        | SFIO                                                  | Secrétaire du syndicat CGT des bûcherons à Sarrebourg |
| 1928-1940         | Georges Deiss (1891-1951)                                        | Autonomiste (Elsässische Fortschrittspartei)          | Directeur de banque - Ingwiller |
|                   |                                                                  |                                                       | |
| 1945-1951         | Victor Burgun (1885-1973)                                        | DVD                                                   | Directeur de verrerie à Wingen-sur-Moder |
| 1951-1964         | Henri-Geoffroy Fricker (1910-1975)                               | RPF puis DVD                                          | Pasteur à Tieffenbach, ancien résistant |
| 1964-1970         | Jean Nicklès (1929-2015)                                         | DVD                                                   | Licencié en droit, notaire à La Petite-Pierre puis à Wissembourg puis à Strasbourg |
| 1970-1982         | Roger Deininger (1930-2013)                                      | UDR puis RPR                                          | Directeur de collège Maire de Wingen-sur-Moder (1971-1989) |
| 1982-2008         | Philippe Richert                                                 | Initiatives Alsaciennes puis UDF-CDS puis FD puis UMP | Principal de collège Sénateur (1992-2010), Conseiller Municipal de Strasbourg (1995-1998) Président du Conseil général du Bas-Rhin de 1998 à 2008, Président du Conseil régional d'Alsace (2010-2015) |
| 2008-2013 (décès) | Gaston Dann (1949-2013)                                          | UMP                                                   | Professeur - Maire de Frohmuhl (1977-2013) |
| 2013-2015         | Louise Richert (épouse de Philippe Richert)                      | UMP                                                   | Professeure dans l'enseignement secondaire Adjointe au maire de Wimmenau jusqu'en 2014 |

### Conseillers d'arrondissement (de 1833 à 1940)
| Période                                  | Période | Identité                                    | Étiquette           | Qualité |
| ---------------------------------------- | ------- | ------------------------------------------- | ------------------- | --- |
| 1833                                     | 1845    | Pierre Frédéric Dieterich (1788-1853)       |                     | Juge de paix à Saverne, né à Neuwiller-lès-Saverne                                                          |
| 1845                                     | 1848    | Chrétien Teutsch (1788-1857)                |                     | Industriel verrier, propriétaire à Wingen, conseiller général                                               |
|                                          |         |                                             |                     | |
| 1926                                     |         | Charles Guillaume Boesswillwald (1855-1947) | Républicain radical | Colonel d'infanterie en retraite, maire de Neuwiller-lès-Saverne                                            |
|                                          |         | M. Hoffmann                                 |                     | Propriétaire à Petersbach                                                                                   |
| 1940                                     |         |                                             |                     | Les conseils d'arrondissement ont été suspendus par la loi du 12 octobre 1940 et n'ont jamais été réactivés |
| Les données manquantes sont à compléter. |         |                                             |                     | |

## Démographie
| 1962  | 1968   | 1975   | 1982   | 1990  | 1999  | 2006   | 2011   | 2012   |
| ----- | ------ | ------ | ------ | ----- | ----- | ------ | ------ | ------ |
| 9 942 | 10 194 | 10 272 | 10 090 | 9 985 | 9 960 | 10 344 | 10 389 | 10 366 |